# بیکتور مانوئل (خواننده)
بیکتور مانوئل (اسپانیایی: Víctor Manuel‎؛ ‏ اسپانیایی: [ˈbiktoɾ]؛ ‏ زادهٔ ۷ ژوئیهٔ ۱۹۴۷) خواننده-ترانه‌پرداز اهل اسپانیا است.